# Корсунська Берта Львівна
Корсуньска Берта Львівна (21 листопада 1913, Звенигородка — 12 липня 1979, Київ) — літературознавець, кандидат філологічних наук, член Спілки письменників України.

## Біографія
Народилася 21 листопада 1913 року у місті Звенигородка в сім'ї службовця.
У 1936 році закінчила Київський університет. З 1933 по 1938 роки працювала завідувачем літературної частини Київського театру юного глядача.
Берта Корсунська працювала в Українському науково-дослідному інституті педагогіки, з 1942 до 1947 року — в редакції газети «Література і мистецтво» та в Інституті літератури АН УРСР.
Репресована Берта Львівна 1949 року. За свідченнями дітей Берти Корсунської її мали розстріляти за зраду Батьківщині, але щасливий випадок подарував їй ще тридцять років життя. Корсунську було заслано до Кустанаю.[джерело?] Тоді ж було репресовано її чоловіка, дитячого поета Веніаміна Гутянського.
Померла Берта Львівна Корсунська 12 липня 1979 року в Києві.

## Творчість
Літературну діяльність Берта Львівна Корсунська розпочала 1936 року.
Перу Берти Львівни належать статті про творчість Михайла Коцюбинського, Миколи Бажана, Павла Тичини, М. Островського, П. Козланюка та інших.
Вона є автором багатьох книжок, присвячених дослідженню української поезії, однією з авторів восьмитомної «Історії української літератури». Написала спогади «Ордер на арешт» (1978-1979 роки).